# 沃利齊亞 (卡明-卡希爾西基區)
51°40′51″N 25°18′8″E / 51.68083°N 25.30222°E
沃利齊亞（烏克蘭語：Волиця），是烏克蘭西北部的村莊，隸屬沃倫州的卡明-卡希爾斯基區。該村始建於1543年，面積2.99平方公里，海拔高度148米，2001年人口957，人口密度每平方公里320.07人。